# 弗拉納峰
70°22′S 63°59′E / 70.367°S 63.983°E
弗拉納峰（英語：Vrana Peak）是南極洲的山峰，位於麥克羅伯特森地，處於特恩布爾山西南面，屬於查爾斯王子山脈的一部分，澳大利亞探險隊根據測量和空中照片繪入地圖，現時由南極條約體系管理。